# Territoire d'Orléans
 (janvier 2025).
Si vous disposez d'ouvrages ou d'articles de référence ou si vous connaissez des sites web de qualité traitant du thème abordé ici, merci de compléter l'article en donnant les références utiles à sa vérifiabilité et en les liant à la section « Notes et références ».
Pour les articles homonymes, voir Orléans (homonymie).
1804–1812
Entités précédentes :
- Louisiane française

Entités suivantes :
- Louisiane

Le territoire d'Orléans fut un territoire organisé des États-Unis après la vente de la Louisiane par Napoléon Bonaparte aux États-Unis.

## Histoire
Après l'acquisition de la Louisiane française, le gouvernement américain partagea ce vaste territoire en deux parties de part et d'autre du 33e parallèle : le nord sous l'appellation de District de Louisiane et le sud sous le nom de Territoire d'Orléans.
Le territoire d'Orléans fut créé le 1er octobre 1804 par l'acte organique du 26 mars 1804. La population louisianaise vivant sur ce territoire est évaluée à 77 000 personnes.
William C. C. Claiborne fut le premier et le seul gouverneur du territoire d'Orléans. Il devint plus tard le premier gouverneur de l'État de Louisiane.
Le 4 décembre 1804, Julien Poydras de Lalande est élu président du premier Conseil législatif du territoire d'Orléans à la Chambre des représentants des États-Unis.
Le 10 avril 1805, ce territoire fut organisé en douze comtés.
En 1810, furent ajoutées les paroisses du sud-est occupées jusque-là par l'Espagne.

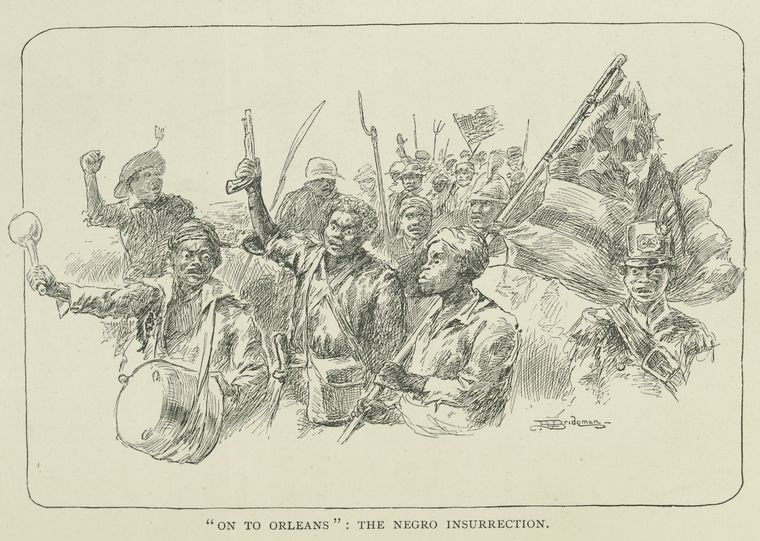
La révolte des esclaves de la Côte des Allemands, près de la Nouvelle-Orléans (États-Unis), en 1811.

En 1811, quelques années après la vente de la Louisiane par Napoléon Ier, la Côte des Allemands verra se dérouler la révolte de La Nouvelle-Orléans, qui débuta le 8 janvier et fut une des premières grandes révoltes d'esclaves aux États-Unis au début du XIXe siècle, avec à leur tête des Créoles, menés notamment par Charles Deslondes. Environ 400 à 500 esclaves dans tout le territoire d'Orléans étaient des rebelles.
Le 30 avril 1812, le territoire d'Orléans devint le 18e État de l'Union sous le nom de Louisiane.